# Thymophylla
Thymophylla es un género de plantas fanerógamas perteneciente a la familia de las asteráceas. Tiene 13 especies.

## Taxonomía
El género fue descrito por Mariano Lagasca y Segura y publicado en Genera et species plantarum 25. 1816.	La especie tipo es: Thymophylla setifolia Lag.

## Especies aceptadas
A continuación se brinda un listado de las especies del género Thymophylla aceptadas hasta julio de 2012, ordenadas alfabéticamente. Para cada una se indica el nombre binomial seguido del autor, abreviado según las convenciones y usos.
- Thymophylla acerosa (DC.) Strother
- Thymophylla aurantiaca (Brandegee) Rydb.
- Thymophylla aurea (A.Gray)
- Thymophylla concinna (A.Gray) Strother
- Thymophylla gentryi (M.C.Johnst.) Strother
- Thymophylla gypsophila (B.L.Turner) Strother
- Thymophylla micropoides (DC.) Strother
- Thymophylla mutica (M.C.Johnst.) Strother
- Thymophylla pentachaeta (DC.) Small
- Thymophylla setifolia Lag.
- Thymophylla tenuifolia (Cass.) Rydb.
- Thymophylla tenuiloba (DC.) Small
- Thymophylla tephroleuca (S.F.Blake) Strother